# Municipio de Escuintla
El municipio de Escuintla es uno de los 124 municipios que componen al estado de Chiapas. Su cabecera municipal es la ciudad de Escuintla.